# Mustajärvi (sjö i Ruovesi, Birkaland, 62,04 N, 24,03 Ö)
Mustajärvi är en sjö i kommunen Ruovesi i landskapet Birkaland i Finland. Sjön ligger 107,7 meter över havet. Den är 6 meter djup. Arean är 52 hektar och strandlinjen är 4,75 kilometer lång. Sjön  ingår i Kumo älvs huvudavrinningsområde.   Den ligger omkring 61 km norr om Tammerfors och omkring 210 km norr om Helsingfors. 
Mustajärvi ligger söder om sjön Alainen Herajärvi.